# Rue des Blancs-Manteaux
Rue des Blancs-Manteaux je ulice v Paříži v historické čtvrti Marais. Nachází se ve 4. obvodu. Název ulice (tj. Bílých plášťů) pochází od mnichů řádu služebníků Mariiných, kteří nosili nebarvené, tj. bílé sutany.

## Poloha
Ulice vede od křižovatky s Rue Vieille-du-Temple a končí na křižovatce s Rue du Temple.

## Historie
Ve 13. století se ulice nazývala Rue de la Petite-Parcheminerie, Rue de la Vieille-Parcheminerie nebo jen Rue de la Parcheminerie kvůli dílnám, kde se z kůží připravoval pergamen (fr. „parchemin“).
Definitivní název získala kolem roku 1289, když se zde v roce 1258 usídlil řád žebravých mnichů servitů a zřídil si svůj klášter zvaný Blancs-Manteaux. V Le Dit des rues de Paris je zmiňována pod názvem Rue des Blans-Mantiaus.
Ministerskou vyhláškou z 10. června 1797 byla šířka ulice stanovena na osm metrů. V 19. století byla Rue des Blancs-Manteaux 330 metrů dlouhý a nacházela se v bývalém 7. obvodu. Začínala Rue Vieille-du-Temple a končila u Rue Sainte-Avoye.

## Zajímavé objekty
- dům č. 2: na jeho místě se nacházel dům, kde bydlel chemik Antoine-François Fourcroy (1755–1809).
- domy č. 4–10: Square Charles-Victor-Langlois – na jeho místě se nacházel klášter Notre-Dame-des-Blancs-Manteaux
- dům č. 10: Fontána Guillemites, chráněná od roku 1925 jako monument historique
- dům č. 12: kostel Notre-Dame-des-Blancs-Manteaux jako poslední pozůstatky kláštera
- dům č. 15: Théâtre des Blancs-Manteaux
- dům č. 16: V roce 1790 zde byla zřízena banka Crédit municipal.
- dům č. 35: stavba ze 17. století
- dům č. 37: stavba ze 17. století